# Рін (Нідерланди)
Рін (нід. Rien) — село в нідерландській провінції Фрисландія. Входить до муніципалітету Південно-Західна Фрисландія.
Його площа становить 2,28км², а населення станом на 2021 рік складало 100 осіб.
Перша згадка про населений пункт датується 1527 роком.

## Галерея

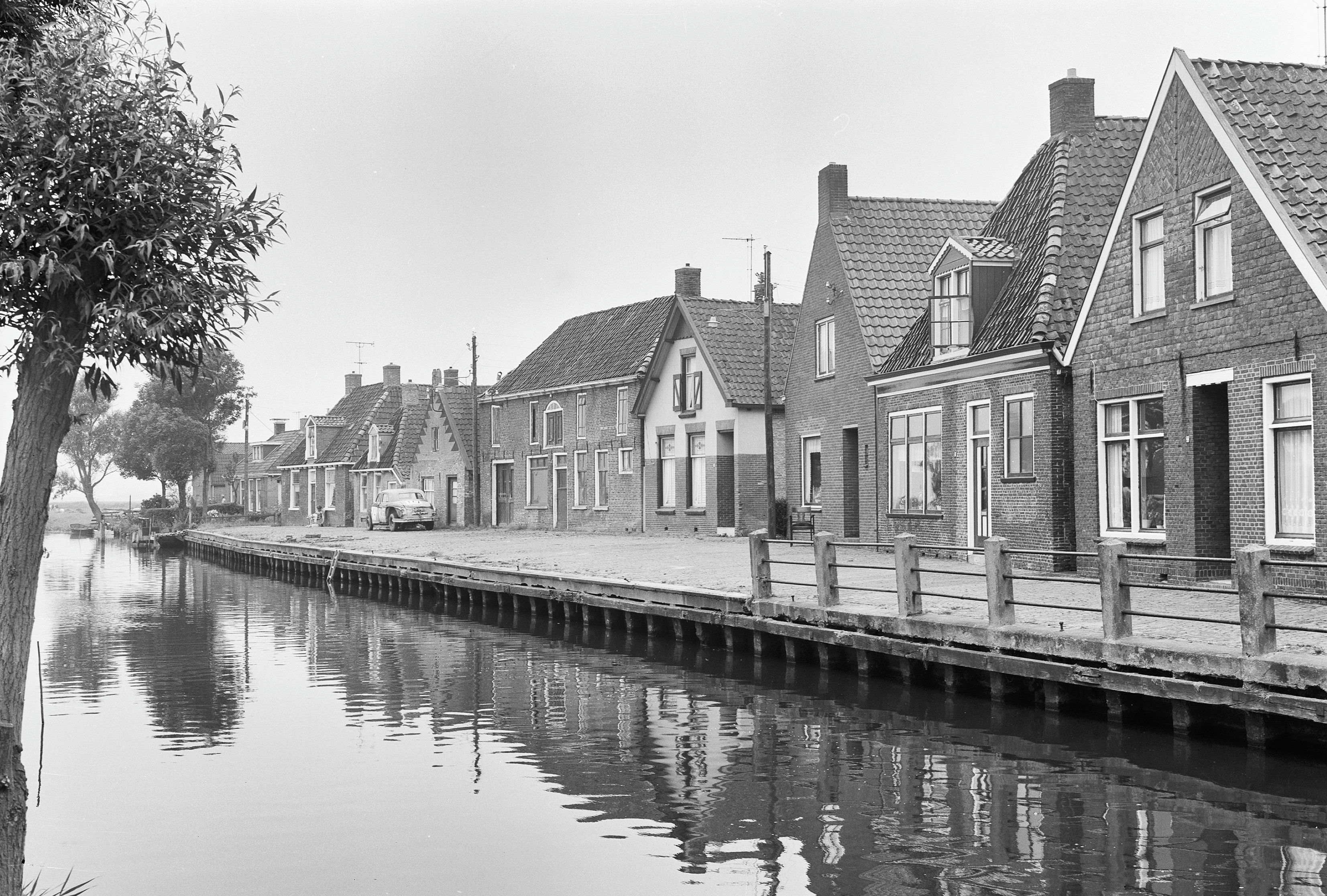
Сільська забудова
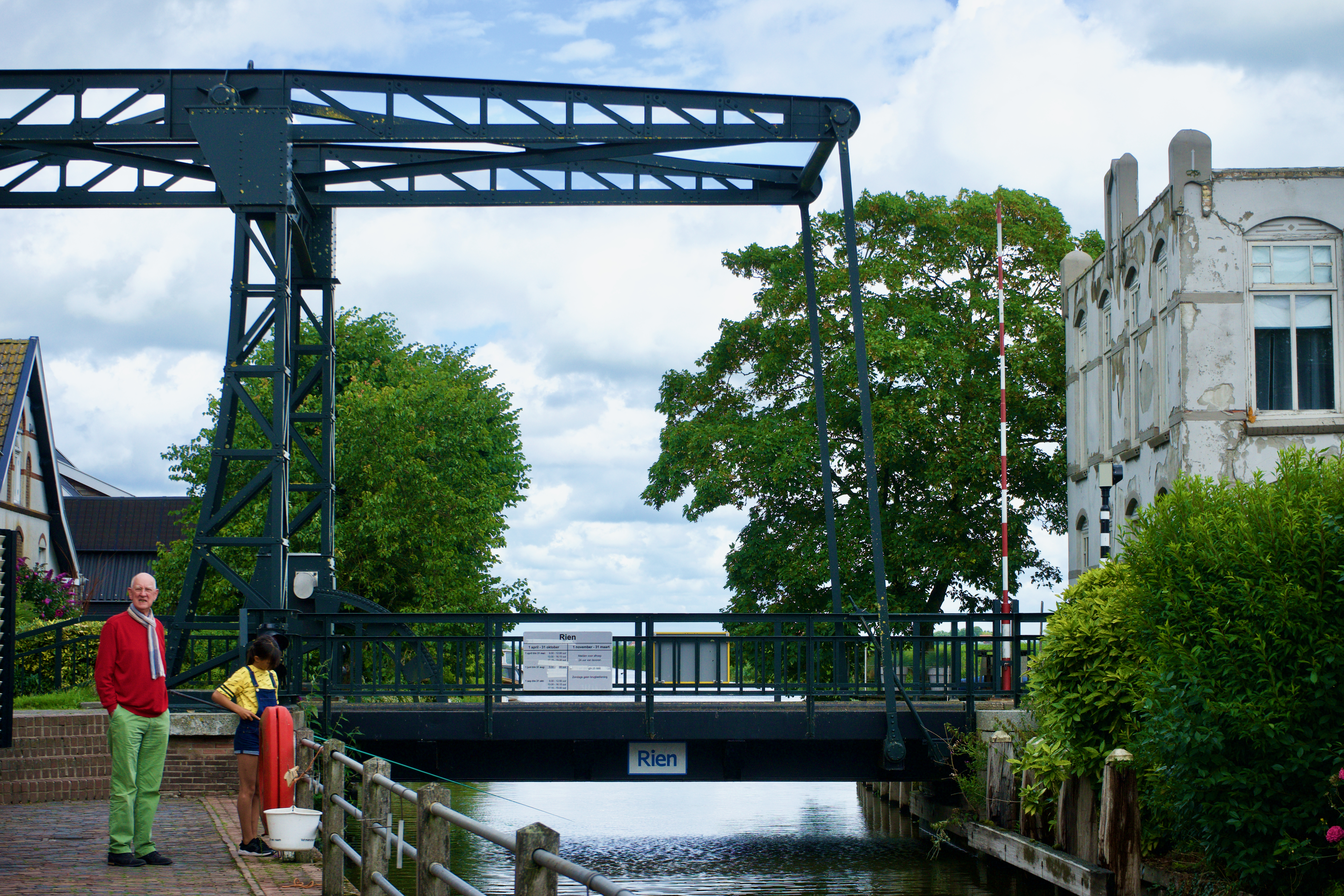
Розвідний міст
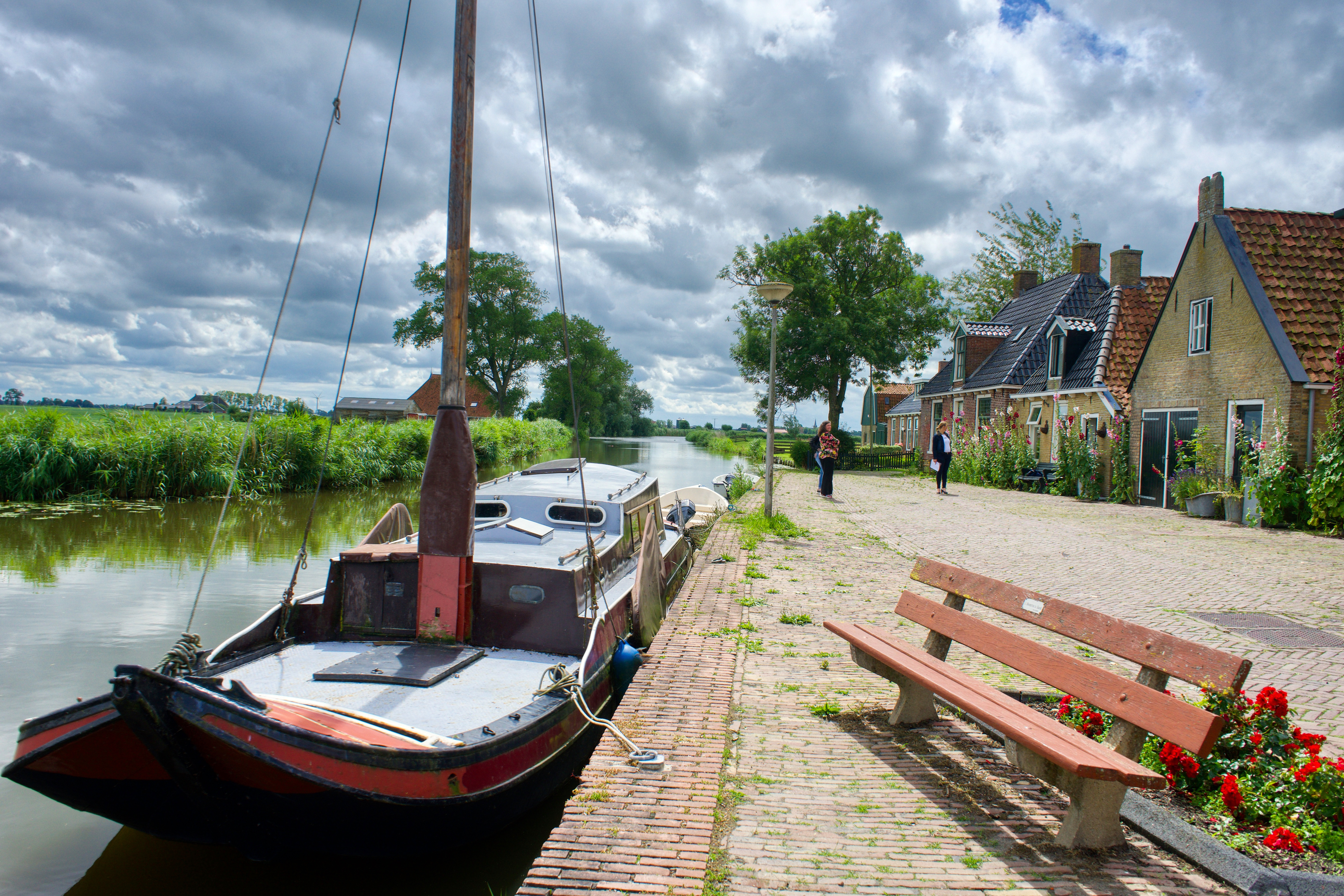
Канал в Ріні